# Tarkwa
Tarkwa est une ville du Ghana, capitale du Tarkwa-Nsuaem Municipal District (en).

## Géographie
La ville est connue pour sa mine d'or à ciel ouvert, situé au nord-ouest de la ville, une des plus grandes mines d'or du Sud du Ghana, et sa mine de manganèse, située à l'est.
Elle abrite l'université des mines et technologies.